# Cagliari Calcio
Maillots
Actualités
Le Cagliari Calcio est un club de football professionnel italien fondé le 20 août 1920 et basé dans la ville de Cagliari en Sardaigne.
Il a remporté le titre de champion d'Italie en 1969-1970 (Série A).
Avant cela il a été vice champion d’Italie de Série A en 1969.
Le Cagliari Calcio a ajouté un nouveau titre de champion à son palmarès en remportant le championnat de Série B en 2016, ce qui lui a permis de retrouver l'élite du football italien après une saison passée dans la division cadette.
La Primavera ( équipe jeunes U 20 ) a gagné la coupe d’Italie 2024 - 2025 après avoir battu en finale à Milan ( stade Giacinto Facchetti) le Milan Ac   et après avoir battu la Juventus en demi-finale.

## Histoire du club
| \| Cagliari \| Emplacement de Cagliari, en Italie. |
| Cagliari                                           |

Le club, fondé le 20 août 1920 sous le nom de Cagliari Football Club, fusionne ensuite en 1924 avec l'Unione Sportive Italiana (fondée en 1922) pour prendre le nom nouveau de Club Sportivo Cagliari. Il scissionne en 1934 au sein du club qui poursuit ensuite sa route sous le nom d' Unione Sportiva Cagliari (puis adopte enfin le nom définitif de Cagliari Calcio en 1970). Pendant la Seconde Guerre mondiale, le club interrompt ses activités de 1941 à 1945.
Durant l'été 1967, le club est l'un des douze participants de l'United Soccer Association, un championnat nord-américain ayant importé des clubs étrangers et renommés en franchises pour l'occasion. À cette occasion, l'équipe a été rebaptisée Chicago Mustangs.

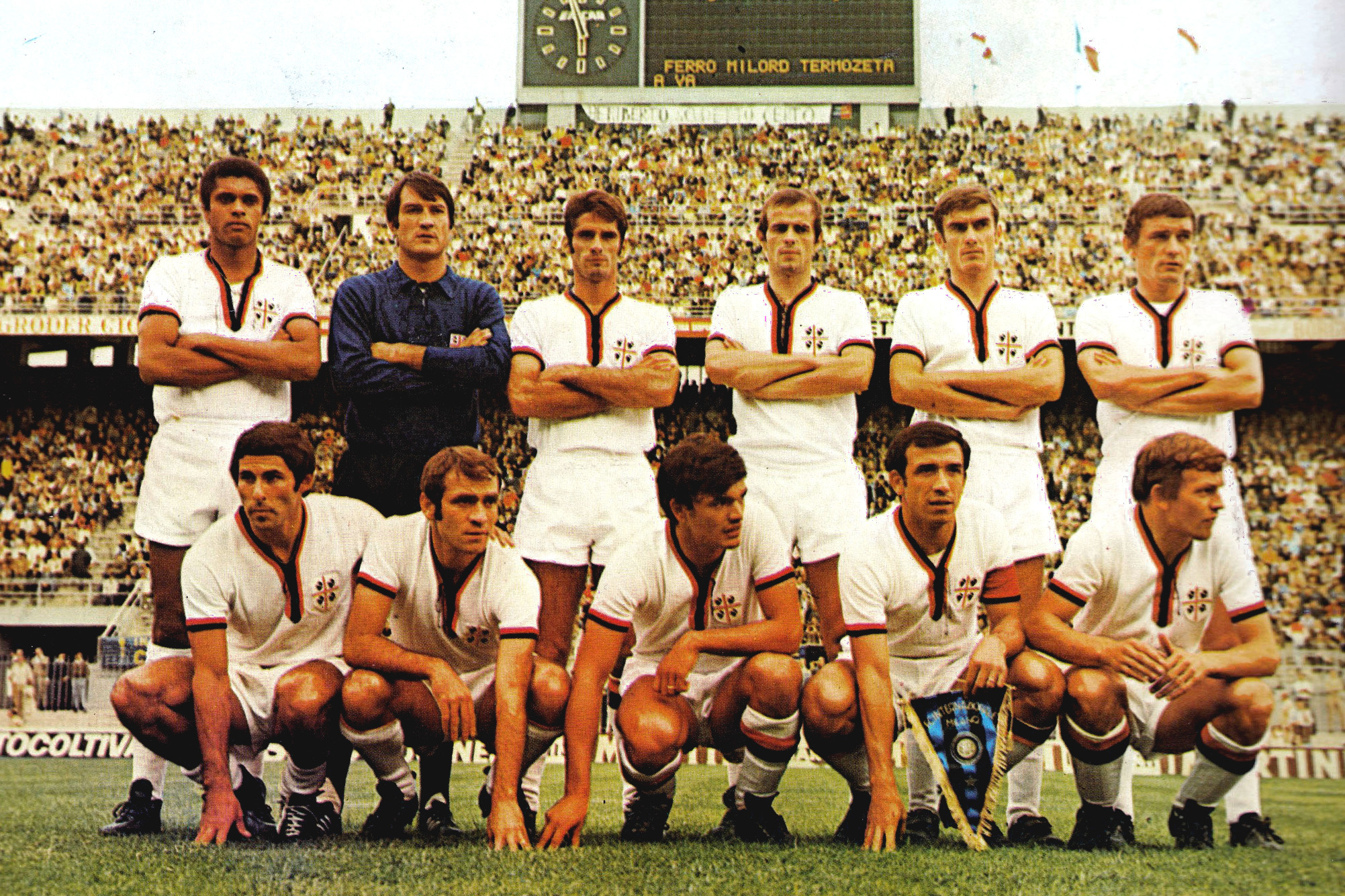
Cagliari champion d'Italie 1970

Cagliari est champion d'Italie en 1970 et atteint les demi-finales de la coupe UEFA en 1994, où le club après avoir éliminé la Juventus de Turin se fait éliminer par l'Inter de Milan.
En 2003, le club change de stade pour une saison, pour évoluer au Stade Nino Manconi dans la ville de Tempio Pausania.
En 2005, le club atteint les demi-finales de la Coupe d'Italie où il est, encore une fois, éliminé par l'Inter de Milan.
En 2012, le Stadio Sant'Elia, le vétuste stade du club, est déclaré insalubre. Il doit donc fermer ses portes et sera remplacé pour au moins trois ans par le Stadio Is Arenas à Quartu Sant'Elena.

## Palmarès et statistiques

### Palmarès
| Compétitions nationales | Compétitions internationales |

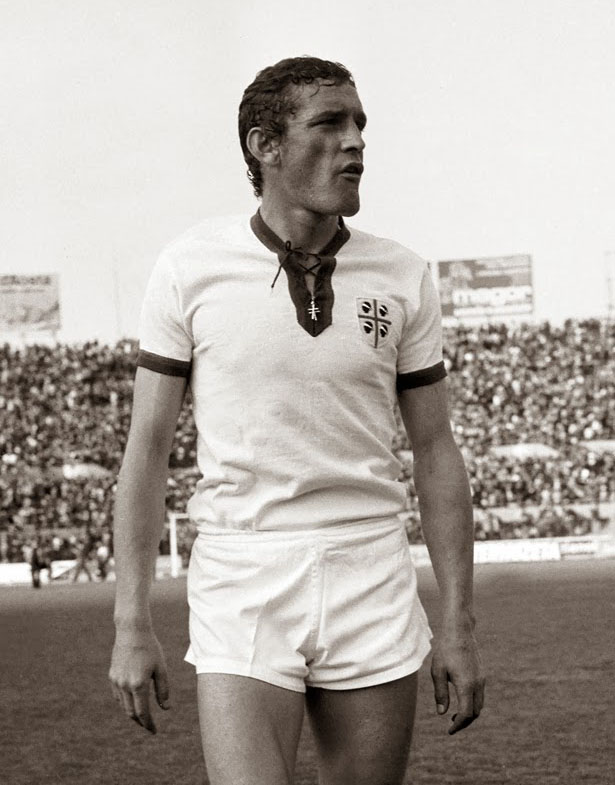
L'attaquant italien Gigi Riva, a mené Cagliari à son premier et seul titre de Serie A en 1970

| - Championnat d'Italie (1) : - Champion : 1969/70 - Vice-champion : 1968/69 - Série B (1) : - Champion : 2015/16 - Vice-champion : 1963/64, 1978/79 et 2003/04 - Vainqueur des play-off : 2022/23 - Série C (3) : - Champion : 1951/52, 1961/62 et 1988/89 - Coupe d'Italie : - Finaliste : 1968/69 - Coupe d'Italie Primavera (1) : - Vainqueur : 2024/25 | - Ligue des champions : - 1/8e de finale : 1970/71 - Coupe de l'UEFA : - 1/2 finale : 1993/94 - Coupe des villes de foires : - 1/16e de finale : 1969/70 - Coupe Mitropa : - 1/4 de finale : 1967/68 |

## Identité du club

### Changements de nom
- 1920-1924 : Cagliari Football Club
- 1924-1935 : Club Sportivo Cagliari
- 1935-1971 : Unione Sportiva Cagliari
- 1971- : Cagliari Calcio

### Logotypes

Logo de 2010 à 2011.
Logo depuis 2015.

### Maillots retirés
Le maillot numéro 11 a été enlevé en l'honneur de Gigi Riva, le plus grand buteur du club.

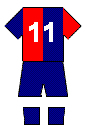
Maillot de Luigi Riva.

Le 6 mars 2018, le club annonce qu'il retire le numéro 13, porté par leur ancien joueur Davide Astori, décédé le 4 mars.

## Joueurs et personnalités du club

### Présidents
Le tableau suivant présente la liste des présidents du club depuis 1920.
| Rang | Nom                     | Période   |
| ---- | ----------------------- | --------- |
| 1    | Gaetano Fichera         | 1920-1921 |
| 2    | Antonio Zedda           | 1921      |
| 3    | Giorgio Mereu           | 1921-1922 |
| 4    | Angelo Prunas           | 1922-1924 |
| 5    | Agostino Cugusi         | 1924-1926 |
| 6    | Vittorio Tredici        | 1926-1928 |
| 7    | Carlo Costa Marras      | 1928-1929 |
| 8    | Enzo Comi               | 1929-1931 |
| 9    | Giovan Battista Bosazza | 1931      |
| 10   | Guido Boero             | 1931-1932 |
| 11   | Vitale Cao              | 1932-1933 |
| 12   | Enrico Endrich          | 1933      |
| 13   | Pietro Faggioli         | 1933-1934 |
| 14   | Aldo Vacca              | 1934-1935 |

| Rang | Nom                | Période   |
| ---- | ------------------ | --------- |
| 15   | Mario Banditelli   | 1935-1940 |
| 16   | Giuseppe Depperu   | 1940-1943 |
| 17   | Eugenio Camboni    | 1944-1946 |
| 18   | Umberto Ceccarelli | 1946-1947 |
| 19   | Emilio Zunino      | 1947-1949 |
| 20   | Domenico Loi       | 1949-1953 |
| 21   | Sforza             | 1953      |
| 22   | Pietro Leo         | 1953-1954 |
| 23   | Efisio Corrias     | 1954-1955 |
| 24   | Ennio Dalmasso     | 1955-1957 |
| 25   | Giuseppe Meloni    | 1958-1960 |
| 26   | Enrico Rocca       | 1960-1968 |
| 27   | Lombardi           | 1968      |
| 28   | Efisio Corrias     | 1968-1971 |

| Rang | Nom             | Période     |
| ---- | --------------- | ----------- |
| 29   | Paolo Marras    | 1971-1973   |
| 30   | Andrea Arrica   | 1973-1976   |
| 31   | Mariano Delogu  | 1976-1981   |
| 32   | Alvaro Amarugi  | 1981-1984   |
| 33   | Fausto Moi      | 1984-1986   |
| 34   | Luigi Riva      | 1986-1987   |
| 35   | Lucio Cordeddu  | 1987        |
| 36   | Antonio Orrù    | 1987-1991   |
| 37   | Massimo Cellino | 1991-2005   |
| 38   | Bruno Ghirardi  | 2005-2006   |
| 39   | Massimo Cellino | 2006-2014   |
| 40   | Tommaso Giulini | depuis 2014 |

### Entraîneurs
Le tableau suivant présente la liste des entraîneurs du club depuis 1920.
| Rang | Nom                  | Période   |
| ---- | -------------------- | --------- |
| 1    | Gaetano Fichera      | 1920      |
| 2    | Giorgio Mereu        | 1921-1923 |
| 3    | Angelo Colombo       | 1923-1926 |
| 4    | Natale Archibusacci  | 1926-1927 |
| 5    | Róbert Winkler       | 1927-1930 |
| 6    | Ernest Erbstein      | 1930-1932 |
| 7    | András Kuttik        | 1932-1934 |
| 8    | Scotti - Boero       | 1934      |
| 9    | Enrico Crotti        | 1934-1935 |
| 10   | Ferenc Molnár        | 1935      |
| 11   | Roberto Orani        | 1935-1936 |
| 12   | Renato Bonello       | 1936-1938 |
| 13   | Róbert Winkler       | 1938-1939 |
| 14   | Mariolino Congiu     | 1939-1941 |
| 15   | Enrico Corrias       | 1941      |
| 16   | Mariolino Congiu     | 1942-1946 |
| 17   | Raffaele D'Aquino    | 1946-1948 |
| 18   | Róbert Winkler       | 1948-1949 |
| 19   | Armando Latella      | 1949-1950 |
| 20   | Enrico Carpitelli    | 1950-1951 |
| 21   | Mariolino Congiu     | 1951      |
| 22   | Allasio & Soro       | 1951-1952 |
| 23   | Federico Allasio     | 1952-1954 |
| 24   | Vincenzo Soro        | 1954      |
| 25   | Carlo Alberto Quario | 1954-1955 |
| 26   | Silvio Piola         | 1955-1956 |
| 27   | Carlo Rigotti        | 1956-1957 |
| 28   | Silvio Piola         | 1957      |
| 29   | Mariolino Congiu     | 1957-1958 |
| 30   | Piero Andreoli       | 1958      |
| 31   | Stefano Perati       | 1958-1960 |
| 32   | Carlo Rigotti        | 1960-1961 |
| 33   | Arturo Silvestri     | 1961-1966 |
| 34   | Manlio Scopigno      | 1966-1967 |
| 35   | Ettore Puricelli     | 1967-1968 |

| Rang | Nom                 | Période   |
| ---- | ------------------- | --------- |
| 36   | Manlio Scopigno     | 1968-1972 |
| 37   | Edmondo Fabbri      | 1972-1973 |
| 38   | Giuseppe Chiappella | 1973-1975 |
| 39   | Luigi Radice        | 1975      |
| 40   | Luis Suárez         | 1975-1976 |
| 41   | Mario Tiddia        | 1976      |
| 42   | Lauro Toneatto      | 1976-1978 |
| 43   | Mario Tiddia        | 1978-1981 |
| 44   | Paolo Carosi        | 1981-1982 |
| 45   | Gustavo Giagnoni    | 1982-1983 |
| 46   | Mario Tiddia        | 1983-1984 |
| 47   | Fernando Veneranda  | 1984-1985 |
| 48   | Renzo Ulivieri      | 1985-1986 |
| 49   | Gustavo Giagnoni    | 1986-1987 |
| 50   | Enzo Robotti        | 1987      |
| 51   | Mario Tiddia        | 1987-1988 |
| 52   | Claudio Ranieri     | 1988-1991 |
| 53   | Massimo Giacomini   | 1991-1992 |
| 54   | Carlo Mazzone       | 1992-1993 |
| 55   | Luigi Radice        | 1993      |
| 56   | Bruno Giorgi        | 1993-1994 |
| 57   | Óscar Tabárez       | 1994-1995 |
| 58   | Giovanni Trapattoni | 1995-1996 |
| 59   | Bruno Giorgi        | 1996      |
| 60   | Gregorio Pérez      | 1996      |
| 61   | Carlo Mazzone       | 1996-1997 |
| 62   | Giampiero Ventura   | 1997-1999 |
| 63   | Óscar Tabárez       | 1999      |
| 64   | Renzo Ulivieri      | 1999-2000 |
| 65   | Gianfranco Bellotto | 2000-2001 |
| 66   | Giuseppe Materazzi  | 2001      |
| 67   | Antonio Sala        | 2001      |
| 68   | Giulio Nuciari      | 2001-2002 |
| 69   | Nedo Sonetti        | 2002      |
| 70   | Giampiero Ventura   | 2002-2004 |

| Rang | Nom                  | Période   |
| ---- | -------------------- | --------- |
| 71   | Edoardo Reja         | 2004      |
| 72   | Daniele Arrigoni     | 2004-2005 |
| 73   | Attilio Tesser       | 2005      |
| 74   | Daniele Arrigoni     | 2005      |
| 75   | Davide Ballardini    | 2005      |
| 76   | Nedo Sonetti         | 2005-2006 |
| 77   | Marco Giampaolo      | 2006      |
| 78   | Franco Colomba       | 2006-2007 |
| 79   | Marco Giampaolo      | 2007      |
| 80   | Nedo Sonetti         | 2007-2008 |
| 81   | Davide Ballardini    | 2008      |
| 82   | Massimiliano Allegri | 2008-2010 |
| 83   | Giorgio Melis        | 2010      |
| 84   | Pierpaolo Bisoli     | 2010      |
| 85   | Roberto Donadoni     | 2010-2011 |
| 86   | Massimo Ficcadenti   | 2011      |
| 87   | Davide Ballardini    | 2012      |
| 88   | Massimo Ficcadenti   | 2012      |
| 89   | Ivo Pulga            | 2012-2013 |
| 90   | Diego López          | 2013-2014 |
| 91   | Ivo Pulga            | 2014      |
| 92   | Zdeněk Zeman         | 2014      |
| 93   | Gianfranco Zola      | 2015      |
| 94   | Zdeněk Zeman         | 2015      |
| 95   | Gianluca Festa       | 2015      |
| 96   | Massimo Rastelli     | 2015-2017 |
| 97   | Diego Lopez          | 2018-     |
| 98   | Rolando Maran        | 2018-2020 |
| 99   | Walter Zenga         | 2020-2021 |
| 100  | Leonardo Semplici    | 2021      |
| 101  | Walter Mazzarri      | 2021-2022 |

### Joueurs

#### Effectif professionnel actuel
Le premier tableau liste l'effectif professionnel du Cagliari Calcio pour la saison 2025-2026. Le second recense les prêts effectués par le club lors de cette même saison.
En grisé, les sélections de joueurs internationaux chez les jeunes mais n'ayant jamais été appelés aux échelons supérieurs une fois l'âge-limite dépassé
ou les joueurs ayant pris leur retraite internationale.

#### Joueurs emblématiques
- Enrico Albertosi
- Massimiliano Allegri
- Roberto Boninsegna
- Massimiliano Cappioli
- Pierluigi Cera
- Daniele Conti
- Alessio Cragno
- Angelo Domenghini
- Mauro Esposito
- Antonio Langella
- Alberto Marchetti
- Francesco Moriero
- Roberto Muzzi
- Comunardo Niccolai
- Giuseppe Pancaro
- João Pedro
- Gigi Riva
- Franco Selvaggi
- Pietro Paolo Virdis
- Cristiano Zanetti
- Gianfranco Zola
- Nené
- Luis Oliveira
- Radja Nainggolan[7]
- Patrick Mboma
- Victor Ibarbo
- Gerry Hitchens
- François Modesto
- Jonathan Zebina
- David Suazo
- Han Kwang-song
- Julio Dely Valdés
- Bruno Alves
- Julio César Uribe
- Albin Ekdal
- Marco Pascolo
- Ramon Vega
- Nelson Abeijón
- Daniel Fonseca
- Enzo Francescoli
- Diego Godín
- José Oscar Herrera
- Diego López
- Fabián O'Neill
- Darío Silva
- Waldemar Victorino

#### Records individuels
| #                        | Joueur         | Matchs | Période              |
| ------------------------ | -------------- | ------ | -------------------- |
| 1                        | Daniele Conti  | 434    | 1999-2015            |
| 2                        | Mario Brugnera | 328    | 1968-1974, 1975-1982 |
| 3                        | Luigi Piras    | 320    | 1973-1987            |
| 4                        | Luigi Riva     | 315    | 1963-1976            |
| 5                        | Diego López    | 314    | 1998-2010            |
| Mise à jour : 31.07.2025 |                |        |                      |

| # | Joueurs        | Buts | Période   |
| - | -------------- | ---- | --------- |
| 1 | Luigi Riva     | 164  | 1963-1976 |
| 2 | David Suazo    | 94   | 1999-2007 |
| 3 | Luigi Piras    | 87   | 1973-1987 |
| 4 | João Pedro     | 86   | 2014-2022 |
| 5 | Roberto Muzzi  | 58   | 1994-1999 |
| = | Mauro Esposito | 58   | 2001-2007 |